# فتى الكاراتيه التالي
فتى الكاراتيه التالي (بالإنجليزية: The Next Karate Kid)‏ هو فيلم أمريكي من نوع فنون قتالية، صدر في 1994، وهو الجزء الرابع من سلسلة «فتى الكاراتيه التالي».

## وصلات خارجية
- فتى الكاراتيه التالي على موقع IMDb (الإنجليزية)
- فتى الكاراتيه التالي على موقع روتن توميتوز (الإنجليزية)
- فتى الكاراتيه التالي على موقع نتفليكس (الإنجليزية)
- فتى الكاراتيه التالي على موقع نتفليكس (الإنجليزية)
- فتى الكاراتيه التالي على موقع ألو سيني (الفرنسية)
- فتى الكاراتيه التالي على موقع أول موفي (الإنجليزية)
- فتى الكاراتيه التالي على موقع بوكس أوفيس موجو (الإنجليزية)
- فتى الكاراتيه التالي على موقع فيلمافينيتي (الإسبانية)
- فتى الكاراتيه التالي على موقع قاعدة بيانات الأفلام السويدية (السويدية)
- فتى الكاراتيه التالي على موقع قاعدة بيانات الفيلم (الإنجليزية)